# Amtsgericht Eckartsberga
Das Amtsgericht Eckartsberga war ein Gericht der ordentlichen Gerichtsbarkeit in Eckartsberga.

## Geschichte
Von 1849 bis 1879 bestand in Eckartsberga die Gerichtskommission Eckartsberga des Kreisgerichtes Naumburg. Im Rahmen der Reichsjustizgesetze wurden reichsweit einheitlich Oberlandes-, Land- und Amtsgerichte gebildet. Das königlich preußische Amtsgericht Eckartsberga wurde mit Wirkung zum 1. Oktober 1879 als eines von 15 Amtsgerichten im Bezirk des Landgerichtes Naumburg im Bezirk des Oberlandesgerichtes Naumburg gebildet. Der Sitz des Gerichtes war die Stadt Querfurt. Sein Gerichtsbezirk umfasste aus dem Landkreis Eckartsberga die Stadtbezirke Bibra und Eckartsberga und die Amtsbezirke Auerstädt, Kloster Häseler, Herrengosserstedt, Steinburg und aus dem Kreis Naumburg den Gemeindebezirk Litzdorf. Am Gericht bestand 1880 eine Richterstelle. Das Amtsgericht war damit ein kleines Amtsgericht im Landgerichtsbezirk. Gerichtstage wurden in Bibra gehalten.
Am Ende des Zweiten Weltkrieges wurde das Amtsgericht Eckartsberga aufgehoben.
Im Jahre 1952 wurden in der DDR die Amtsgerichte aufgehoben und Kreisgerichte gebildet. Eckartsberga kam zum Kreis Naumburg, entsprechend entstand das Kreisgericht Naumburg im Sprengel des Bezirksgerichtes Erfurt.